# Somogysimonyi
Somogysimonyi egy község Somogy vármegyében, a Marcali járásban.

## Fekvése
Marcalitól délnyugatra, Somogy vármegye zalai határszélénél található ez az aprófalu, Zalakomár délkeleti szomszédságában; központján a 6805-ös út halad át, de közigazgatási területének délkeleti szélét érinti a Vése-Nemesvid közti 6816-os út is. Nemesvidtől a Gödör-berki erdő választja el, melynek jellemző fája a tölgy. A sűrű erdőben tavasszal gyöngyvirágmezők díszlenek; itt nyílik a hegyvidékre jellemző ciklámen is. Az erdő nagyvadjai a dámvad, szarvas, őz és a vaddisznó, de előfordul róka, görény és menyét is.

## Története
A település (a 19. század közepéig csak Simonyi) a 14. századtól lakott, ám a török megszállás alatt teljesen elpusztult. A kedvező természeti adottságok ismét életre keltették, a 18. század elején már ismét lakott. Ekkor Festetics Pál birtoka, majd a 20. század elején a Zichy családé. Ez időben már 400 főnél több lakosa volt. A múlt század 30-as éveiben a katolikus egyház tartott fenn elemi iskolát. 1932-ben megépült a római katolikus templom.
Az első és második világháború itt is hősi halottakat követelt, nevük a templombelső falán elhelyezkedő táblákon látható.
1951-től 1969-ig a község önálló életet élt, majd a közigazgatási feladatok ellátására más településekkel társult.

## Címerének leírása
Álló, kék háromszögű pajzs vörös pajzsfővel. A pajzs kék mezejében zöld halmon jobbra haladó, aranypatájú, -agyarú és -sörtéjű, fekete vadkan látható, melyet jobbról arany kereszt, balról arany újhold kísér. A vörös pajzsfőben csövével jobbra néző, lebegtetett helyzetű, barna ágyazatú, felhúzott kakasú ezüst vadászpuska szerepel. A címerpajzsot mindkét oldalán keresztbe tett szárú, aranymakkokkal megrakott arany tölgyfaág keretezi.
Somogysimonyi a keszthelyi hegyek végződésénél települt község. Környékének összefüggő erdőterületein jellemző az akác, a fenyő, valamint a tölgy. Ezeket a két tölgyfaág és a zöld halom jeleníti meg a címerben. A terület gazdag vadállománya révén a falu ismertté vált német, osztrák és belga területen is. Az erdő- és vadgazdálkodásra utal a vaddisznó és a puska, míg a kereszt és a félhold a történelmi múltra, a török idők harcaira emlékeztet.

## Közélete

### Polgármesterei
- 1990–1994: Hegyi László (független)[3]
- 1994–1998: Bakos Gyula (független)[4]
- 1998–2002: Kovács Imréné (független)[5]
- 2002–2006: Kovács Imréné (független)[6]
- 2006–2010: Kovács Imréné (független)[7]
- 2010–2014: Kovács Imréné (független)[8]
- 2014–2019: Kovács Imréné (független)[9]
- 2019–2024: Meleg Ilona,[10] később Kum Ilona[11] (független)
- 2024– : Kum Ilona (független)[1]

## Népesség
A település népességének változása:
| Lakosok száma | 91   | 87   | 88   | 79   | 70   | 76   | 80   |
|               | 2013 | 2014 | 2015 | 2021 | 2022 | 2023 | 2024 |

A 2011-es népszámlálás során a lakosok 87,2%-a magyarnak, 19,2% németnek mondta magát (2,6% nem nyilatkozott; a kettős identitások miatt a végösszeg nagyobb lehet 100%-nál). A vallási megoszlás a következő volt: római katolikus 75,6%, evangélikus 6,4%, felekezet nélküli 7,7% (10,3% nem nyilatkozott).
2022-ben a lakosság 47,1%-a vallotta magát magyarnak, 30% németnek, 1,4% egyéb, nem hazai nemzetiségűnek (25,7% nem nyilatkozott; a kettős identitások miatt a végösszeg nagyobb lehet 100%-nál). Vallásuk szerint 42,9% volt római katolikus, 5,7% evangélikus, 7,1% felekezeten kívüli (44,3% nem válaszolt).

## Nevezetességei

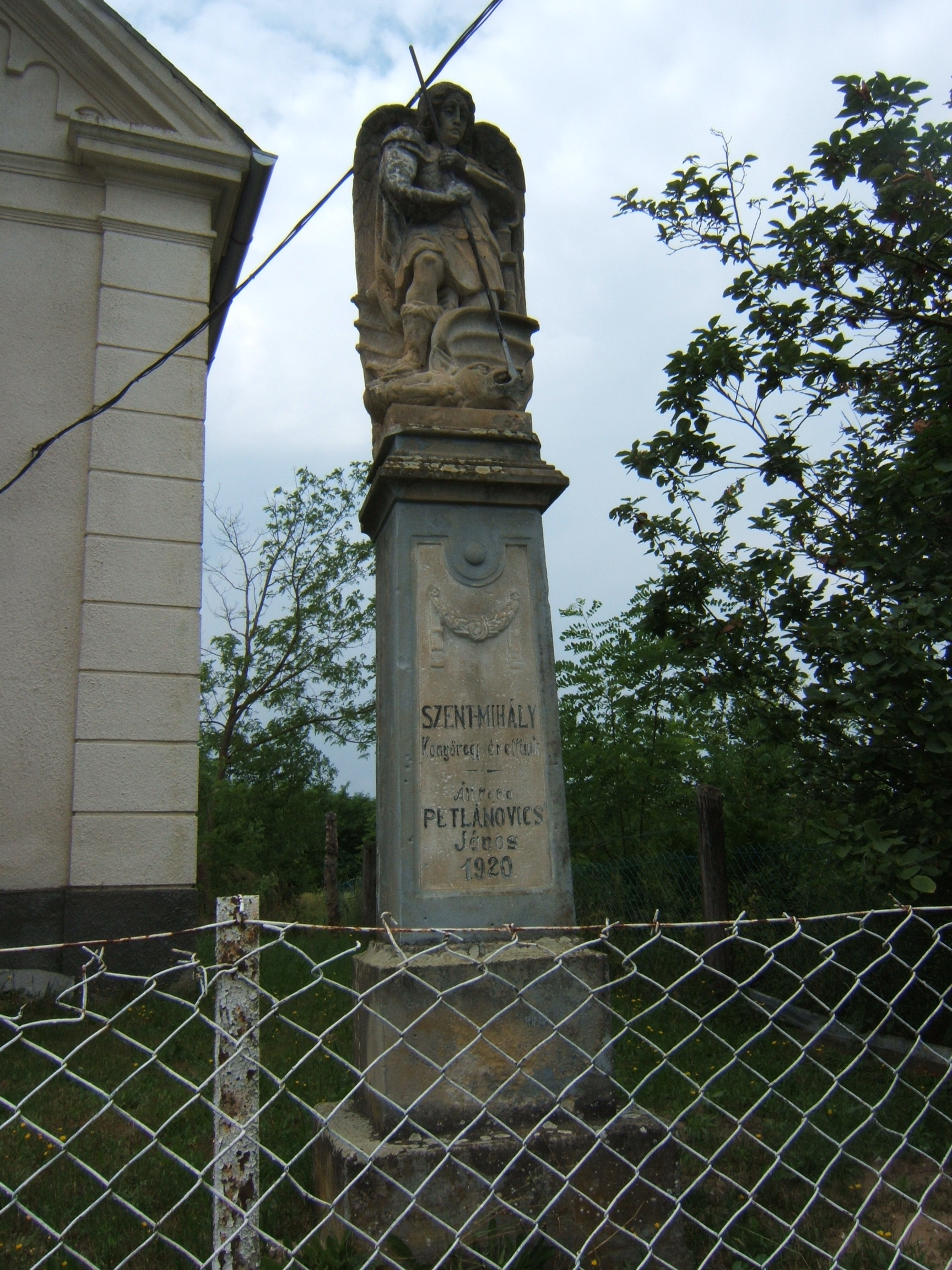
105 éves Szent Mihály-szobor a templomkertben